# Piaski-Szczygliczka
Piaski-Szczygliczka (niem. Sandkrug-Stieglitzka) – północna część Ostrowa Wielkopolskiego; pełni funkcje rekreacyjno-wypoczynkowe. Składają się na nią dwa dawne przysiółki Karsek: Piaski (przy ul. Limanowskiego) i Szczygliczka (przy Poznańskiej).

## Historia
Od XIX wieku tereny te były wybierane na miejsce wypoczynku. W okolicy funkcjonowała m.in. restauracja z miejscami noclegowymi oraz mały basen.
W latach 70. XX wieku powstał zamysł utworzenia sztucznego zbiornika wodnego w otoczeniu lasów na Rowie Franklinowskim, dopływie rzeki Ołobok. Zbiornik o powierzchni lustra wody 29,62 ha oddano do użytku w 1977 roku.
Na terenie Parku Kultury i Wypoczynku Piaski-Szczygliczka znajduje się nieczynna wąskotorowa kolejka parkowa oraz skansen pszczelarski im. Marty i Edwarda Pawlaków (obecnie Park Olbrzymich Owadów).

## Zbiornik
Zbiornik jest jednym ze zbiorników zaporowych w południowej części Wielkopolski o pojemności 740,5 tys. m³, średnia głębokość wynosi 2,5 m. Przy zbiorniku funkcjonuje piaszczysta plaża. Zróżnicowane warunki przyrodnicze (wodno-łąkowe, łąkowe i leśne) są miejscem występowania około 180 gatunków ptaków (osiadłych i przelotnych).
W październiku 2018 roku zaobserwowano nieliczne w Polsce wąsatki.

## Cmentarz na Piaskach[6]
W czasie II wojny światowej, pod koniec 1943 roku w lesie na Piaskach założono cmentarz niemiecki i rozpoczęto budowę krematorium początkowo dla bezimiennych zmarłych cywili ze szpitali w Ostrowie, a pod koniec 1944 chowano tam żołnierzy niemieckich rannych na froncie wschodnim i zmarłych w ostrowskim lazarecie. Do budowy byli przymuszani więźniowie i jeńcy, w czasie prac zginęło 4 Niemców. Przy okazji prac została utwardzona ulica Starokaliska (obecnie Limanowskiego) m.in. za pomocą gruzu z pomnika Pana Jezusa z Wenecji (dzisiejsza Borowianka). 
Obiekt znajdował się na wybrukowanej leśnej drodze, po lewej stronie od Ostrowa. Od strony Starokaliskiej w głąb lasu, na wykarczowanej polanie (50 na 70 metrów) miało powstać kolumbarium. Dalej stał prostokątny budynek administracyjno-gospodarczy (gdzie wykonywano również trumny) z przejazdem na środku. Kolejnym budynkiem była rotunda-krematorium na brukowanym, okrągłym placu, wykorzystywana również do uroczystości pogrzebowych. 300 metrów dalej rozpoczynał się cmentarz, gdzie zmarłych grzebano na obwodzie koła w trzech pierścieniach. Ponadto w południowo-zachodniej części znajduje się kilka zbiorowych mogił z początku 1945 roku: Niemców-cywili zmarłych w egzekucjach NKWD i miejscowej ludności; poległych na froncie żołnierzy niemieckich i radzieckich (później ekshumowani).
Krematorium nie zostało odpowiednio wyposażone i uruchomione przed końcem wojny. Przez jakiś czas w okolicy leżały jeszcze nie pochowane zwłoki. Krematorium rozebrali mieszkańcy Karsek w 1947 lub po 1951 roku.
W 2014 roku archeologowie dokonali odkrycia zbiorowych mogił i ekshumacji 38 żołnierzy niemieckich, których powtórnie pochowano w Kwaterze Żołnierzy Niemieckich na cmentarzu Miłostowo w Poznaniu. Miejscowy leśniczy Lech Szymański, własnym kosztem postawił dwa głazy: jeden z tablicą informacyjną, drugi z tablicą pamiątkową z krzyżem i cytatem z kardynała Stefana Wyszyńskiego.

## Galeria

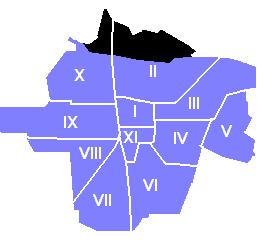
Piaski-Szczygliczka na mapie Ostrowa Wielkopolskiego
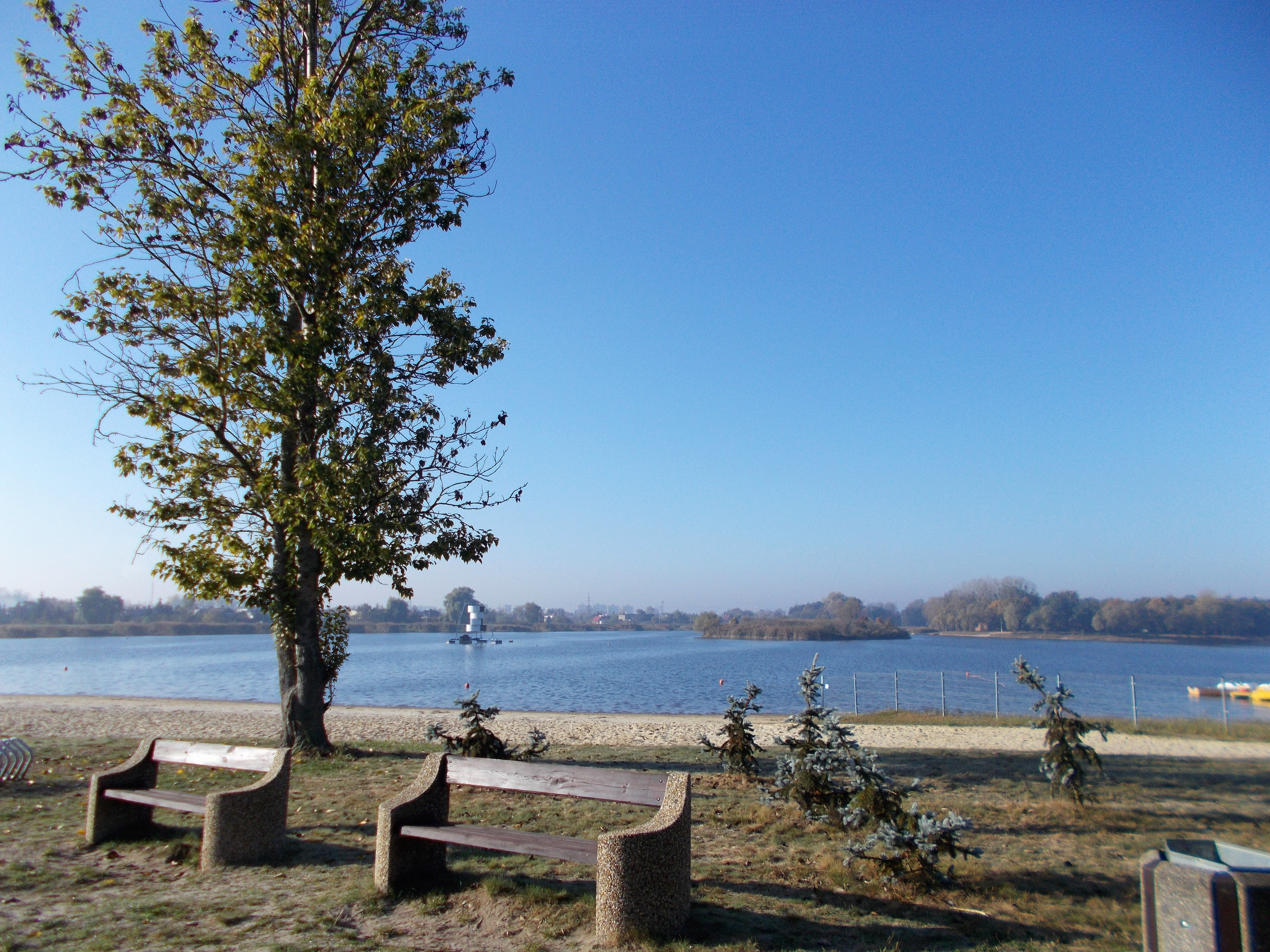
Piaski-Szczygliczka
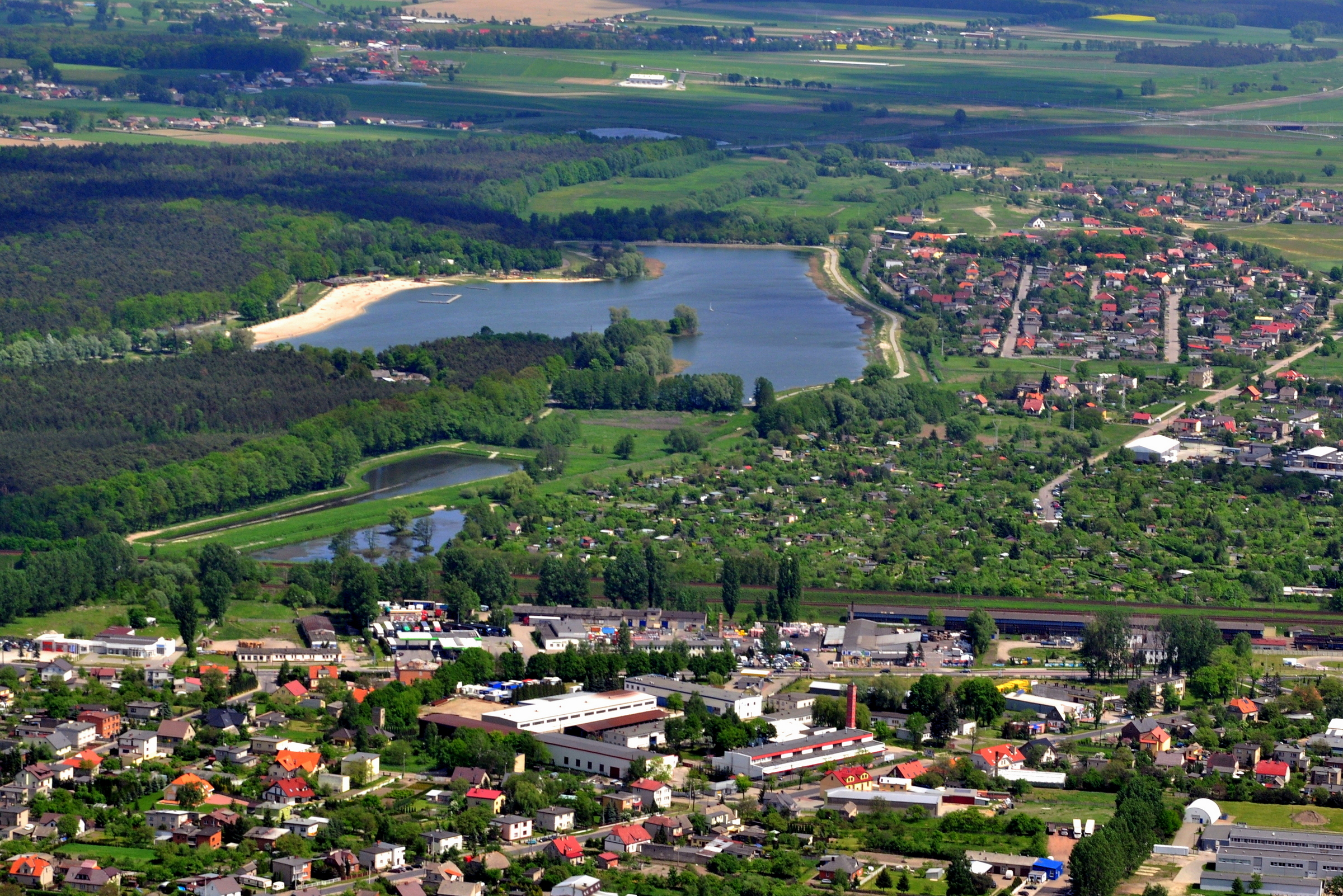
Widok z lotu ptaka